# William Seward Burroughs I
William Seward Burroughs I (Rochester, 28 de janeiro de 1857 — Citronelle, 14 de setembro de 1898) foi um inventor estadunidense.

## Vida pessoal
Burroughs era filho de um mecânico e trabalhou com máquinas durante a infância. Quando ele ainda era um menino, seus pais se mudaram para Auburn, Nova York, onde ele e seus irmãos foram educados no sistema de escolas públicas.
Casou-se com sua esposa, Ida (nascida Selover) em 1879. Eles tiveram dois filhos e duas filhas: Jennie, Horace, Mortimer (pai de William S. Burroughs II) e Helen.

## Inventor
Em 1882, ele começou a trabalhar como caixa em um banco. Grande parte de seu trabalho consistia em longas horas revisando livros-razão em busca de erros. Nessa época, Burroughs ficou interessado em resolver o problema de criar uma máquina de somar. No banco, havia uma série de protótipos anteriores, mas nas mãos de usuários inexperientes, os que existiam às vezes davam respostas incorretas e, às vezes, ultrajantes. O trabalho de escriturário não estava de acordo com os desejos de Burroughs, pois ele tinha um amor e talento naturais para a mecânica, e o tédio e a monotonia da vida clerical pesavam sobre ele. Sete anos no banco prejudicaram sua saúde e ele foi forçado a renunciar.

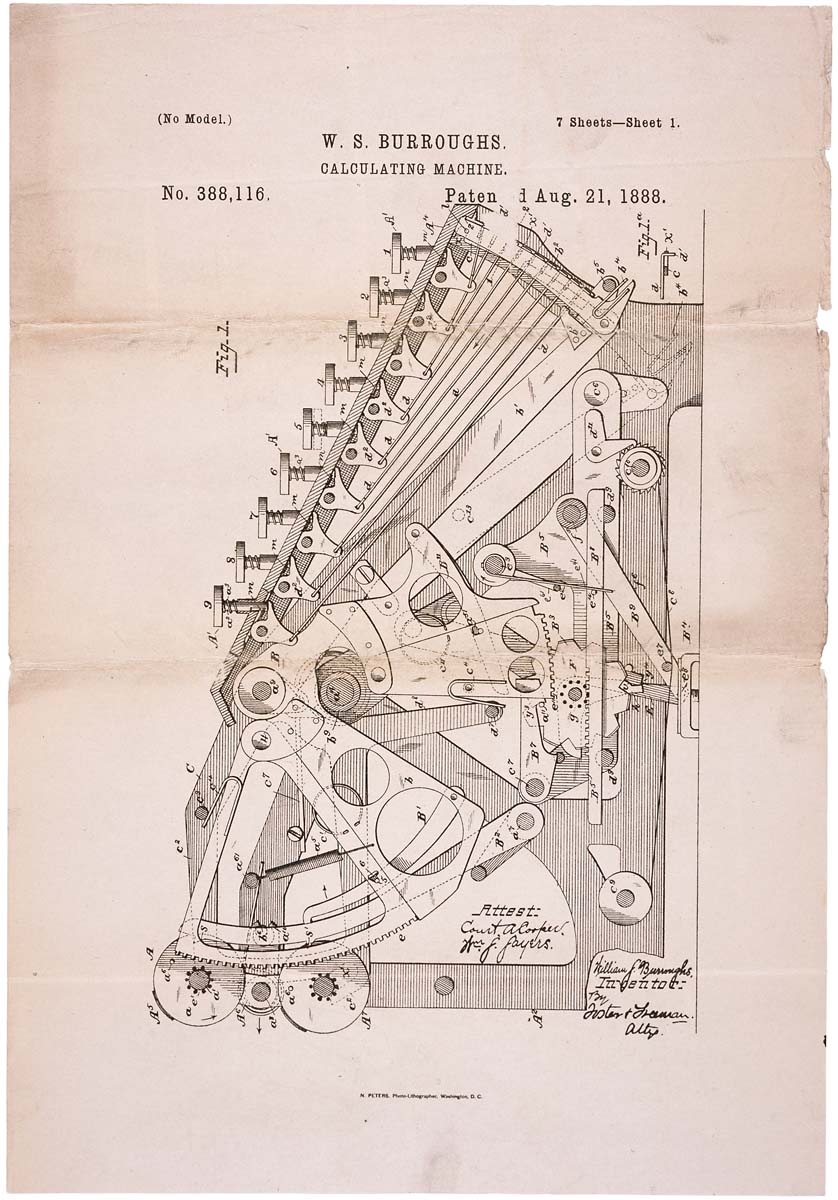
Patente no. 388 116 sobre uma Máquina de somar.

No início da década de 1880 (1880-1882), Burroughs foi aconselhado por um médico a se mudar para uma área de clima mais quente e mudou-se para St. Louis, Missouri, onde conseguiu um emprego na Oficina de Máquinas Boyer. Este novo ambiente, que mais o atraiu, acelerou o desenvolvimento da ideia que ele já tinha em mente, e as ferramentas de seu novo ofício deram-lhe a oportunidade de concretizar a primeira concepção da máquina de somar. A precisão foi a base de seu trabalho. Nenhum material comum era bom o suficiente para sua criação. Seus desenhos foram feitos em placas de metal que não podiam expandir ou encolher nem uma fração de polegada. Ele trabalhou com ferramentas endurecidas, afiadas em pontas finas, e quando ele atingiu um centro ou desenhou uma linha, isso foi feito sob um microscópio.
Então, ele inventou uma "máquina de calcular" (primeira patente registrada em 1885) projetada para aliviar a monotonia do trabalho burocrático. Em 1890, as máquinas eram bem conhecidas no setor bancário e a adoção estava se espalhando. 
Ele foi um dos fundadores da American Arithmometer Company (1886). Após sua morte, o sócio John Boyer impulsionou a empresa após rebatizá-la de Burroughs Added Machine Company (1904).
Ele foi premiado com a medalha John Scott Legacy do Franklin Institute pouco antes de sua morte. Ele foi postumamente incluído no National Inventors Hall of Fame. Ele era avô do escritor da Geração Beat William S. Burroughs e bisavô de William S. Burroughs Jr., que também era escritor.
Burroughs também recebeu uma patente para um despertador elétrico em 1892.
Ele morreu em Citronelle, Mobile County, Alabama e foi enterrado no Cemitério Bellefontaine em St. Louis, Missouri.

## Patentes
- Patente E.U.A. 388 116 Calculating-machine. Filed January 1885, issued August 1888.
- Patente E.U.A. 388 117 Calculating-machine. Filed August 1885, issued August 1888.
- Patente E.U.A. 388 118 Calculating-machine. Filed March 1886, issued August 1888.
- Patente E.U.A. 388 119 Calculating-machine. Filed November 1887, issued August 1888.